# 石河茉美
石河 茉美（いしかわ まみ、1983年12月29日 - ）は女性のフリーアナウンサー。ニチエンプロダクション所属。
大阪府生まれ、東京都出身。2006年、明治大学文学部仏文学専攻卒業後、山梨放送にアナウンサーとして入社した（2011年3月退社）。
2011年4月より日経CNBCで活動した。2013年以降はニチエンプロダクションに所属し、フリーアナウンサーとして活動している。
大学時代に日本テレビイベントコンパニオンとして活動した。血液型はO型。
2015年12月14日、当時30代の男性と結婚した。
2016年11月に第一子を、その後第二子を出産した。

## 担当番組

### 過去の担当番組
山梨放送入社前
- あだちシティビジョン（北千住駅前） レポーター
- JOYSOUND（CM）

山梨放送入社後
テレビ
- VENTスポ!
- YBSワイドニュース（土曜日担当）
- YBSニュース
- その他、Jリーグ中継でリポーターも担当していた。

フリー転身後
- 朝エクスプレス（日経CNBC）
- 松永二三男の夕ラジ（ラジオ日本）